# Jung E
Jung_E (정이?, Jeong-iLR) è un film sudcoreano del 2023 diretto da Yeon Sang-ho.

## Trama
In un futuro post apocalittico, una scienziata cerca di porre la fine di una guerra civile clonando il corpo di sua madre Jung-E.

## Distribuzione
Il film è stato distribuito sulla piattaforma Netflix a partire dal 20 gennaio 2023.